# Callistochiton leei
Callistochiton leei is een keverslakkensoort uit de familie van de Callistoplacidae. De wetenschappelijke naam van de soort is voor het eerst geldig gepubliceerd in 1979 door Ferreira.